# Robert Allen Pease
BOP PEASE: người anh hùng của thế giới Analog
Tên thật là Robert Allen Pease, sinh ngày 22 tháng 8 năm 1940 – mất ngày 18 tháng 6 năm 2011 tại California USA
Ông được ví như là đấng sáng tạo của kỹ thuật thiết kế mạch tương tự tích hợp (IC analog)
Ông có 21 bằng sáng chế và là cha đẻ của hơn 20 loại IC – trong đó có nhiều IC nổi tiếng và được cho là bán chạy nhất mọi thời đại.
Trong số những sản phẩm bán dẫn của ông thiết kế là bộ biến đổi "nhiệt độ-điện áp thành tần số" sử dụng trong cuộc cách mạng nghiên cứu y học khi lần đầu tiên con người chinh phục đỉnh Everest vào mùa Đông năm 1980 (Trước đó rất lâu, các nhà thám hiểm đã chinh phục đỉnh Everest vào mùa Thu – khi thời tiết ổn định, còn mùa Đông thì chưa từng vì thời tiết rất khắc nghiệt).
Ông cũng là người thiết kế bộ khuếch đại địa chấn đo chấn động trên Mặt Trăng dùng cho tàu không gian trong chương trình Apollo - chinh phục Mặt Trăng của NASA 1961.
Những thiết kế đáng nhớ nhất của ông là:
LM331 _ IC biến đổi điện áp thành tần số
IC này là ông tổ của cái gọi là VCO ngày nay. Nhờ nó mà có sự liên kết giữa thế giới Analog và Digital.
LM337 _ IC biến đổi điện áp Âm
Chúng ta thường dùng nhiều hơn là LM317 (biến đổi điện áp dương) – tất cả người học điện tử biết đến IC qua con chip này.
Ông là người viết tài liệu về các loại mạch ứng dụng của Op-Amp (1969) mà tất cả các cuốn sách dạy điện tử đều lấy làm tư liệu (mạch khuếch đại đảo, không đảo…). Bản cập nhật cuối cùng toàn bộ các mạch điện sử dụng Op-amp (2002) của ông: "AN-31.pdf"